# 梅田正徳
梅田 正徳（うめだ まさのり、1941年3月27日 - ）は日本のインテリアデザイナー。神奈川県出身。桑沢デザイン研究所卒業。
1966年渡伊。イタリアのカスティリオーニの事務所に勤務の後、ソットサスの誘いでオリベッティの顧問デザイナーに。ソットサスの右腕として活躍した。
1979年帰国。主な仕事としてイタリアのメンフィス・エドラの家具のデザイン、山加のコーヒーセット、トマト銀行のインテリアデザイン、INAXのオフィストイレシステム、ヤマギワ・岩崎電気の照明器具、スイススウォッチのアトランタオリンピックのためのモニュメント等。
主な受賞にドイツのブラウン大賞、IF賞、日本インテリアデザイナー協会賞、Gマーク公共空間部門大賞、シカゴアセナエム美術館グッドデザイン賞等。
現在までにニューヨークのメトロポリタン美術館をはじめ多くの美術館に多数作品が永久コレクションされている。

## 年譜
- 1941年 - 神奈川県に生まれる。
- 1962年 - 桑沢デザイン研究所を卒業。
- 1967年 - 渡伊、A&PG　CASTIGLIONI事務所
- 1970年 - 79年の帰国までOLIVETTI社のコンサルタントデザイナー
- 1979年 - ウメダデザインスタジオ㈱設立
- 1983年 - 93年まで通商産業省グッドデザイン商品選定審査員
- 1991年 - ニューヨークADC国際展金賞
- 1993年 - 98年まで福井県顧問デザイナー